# Torneo Metropolitano 2006 (Uruguay)
El Torneo Metropolitano 2006 fue la competencia organizada por la FUBB que se extendió 21 de abril de 2006 hasta el 1 de julio del mismo año.
En esta ocasión el torneo de la Segunda División del básquetbol uruguayo le dio el ascenso a los equipos de: Welcome (Campeón del torneo) y Hebraica (Vicecampeón). Además significó el descenso de Ateneo y Las Bóvedas.

## Sistema de disputa
En el Metro 2006 se jugó una rueda clasificatoria todos contra todos, donde los seis primeros pasaron con la mitad del puntaje a jugar una liguilla en busca de los ascensos, por lo que los dos equipos mejor posicionados de la tabla ascendieron a la LUB bajo el título de Campeón y Vicecampeóndel Torneo Metropolitano 2006. 
Por otra parte tras el Clasificatorio los últimos cuatro equipos de la tabla pasaron con todo su puntaje a jugar una Rueda de Permanencia donde los últimos dos de la tabla descenderán a la Divisional Tercera en Ascenso.

## Clubes participantes
| Club           | Posición Temporada Anterior       |
| -------------- | --------------------------------- |
| Ateneo         | 6º en la rueda de clasificación.  |
| Bohemios       | Descendió de la LUB               |
| Capurro        | Finalista.                        |
| Cordón         | Descendió de la LUB               |
| Hebraica       | Semifinalista.                    |
| Larrañaga      | 7º en rueda de clasificación.     |
| Las Bóvedas    | 10º en la rueda de clasificación. |
| Larre Borges   | Ascendió de la DTA                |
| Nacional       | 12º en rueda de clasificación.    |
| Olivol Mundial | 11º en rueda de clasificación.    |
| Stockolmo      | Ascendió de la DTA                |
| Urunday        | Semifinalista.                    |
| Verdirrojo     | 8º en rueda de clasificación.     |
| Welcome        | Descendió de la LUB               |
| Yale           | 9º en rueda de clasificación.     |

## Desarrollo

### Temporada regular
En esta temporada de una rueda todos contra todos, se definió quienes pasan a la liguilla de ascenso y quienes jugarán la rueda de permanencia.
| Posición | Club            | PG | PP |
| -------- | --------------- | -- | -- |
| 1º       | Welcome         | 11 | 3  |
| 2º       | Cordón          | 10 | 4  |
| 3º       | Hebraica        | 10 | 4  |
| 4º       | Verdirrojo      | 10 | 4  |
| 5º       | Nacional        | 9  | 5  |
| 6º       | Capurro         | 9  | 5  |
| 7º       | Yale            | 8  | 6  |
| 8º       | Urunday         | 7  | 7  |
| 9º       | Larre Borges    | 6  | 8  |
| 10º      | Bohemios        | 6  | 8  |
| 11º      | Larrañaga       | 5  | 9  |
| 12º      | Olivol Mundial* | 5  | 9  |
| 13º      | Ateneo          | 4  | 10 |
| 14º      | Stockolmo       | 3  | 11 |
| 15º      | Las Bóvedas     | 2  | 12 |

- Olivol pasa a la Rueda de Permanencia en lugar de Larrañaga porque perdió el partido de desempate que jugaron.

|  | Clasifican a Liguilla por el Ascenso |
|  | Pasan a la Rueda de Permanencia.     |

### Rueda de Permanencia
Los equipos arrastran el puntaje conseguido en el clasificatorio y jugaran dos ruedas para mantener la permanencia en la divisional, el último descenderá a la DTA.
| Posición | Club            | Puntos | PG | PP |
| -------- | --------------- | ------ | -- | -- |
| 1º       | Olivol Mundial* | 19.5   | 4  | 2  |
| 2º       | Stockolmo       | 18.5   | 4  | 2  |
| 3º       | Ateneo          | 18     | 3  | 3  |
| 4º       | Las Bóvedas     | 14     | 1  | 5  |

|  | Desciende a DTA |

### Liguilla por el Ascenso
Los equipos arrastran la mitad del puntaje logrado en el clasificatorio, los dos primeros ascienden a la Liga Uruguaya de Básquetbol 2007-08.
| Posición | Club       | Puntos | PG | PP |
| -------- | ---------- | ------ | -- | -- |
| 1º       | Welcome    | 22.5   | 5  | 0  |
| 2º       | Hebraica   | 21     | 4  | 1  |
| 3º       | Cordón     | 19     | 2  | 3  |
| 4º       | Capurro    | 17.5   | 1  | 4  |
| 5º       | Verdirrojo | 17     | 1  | 3  |
| 6º       | Nacional   | 16.5   | 1  | 3  |

|  | Asciende a LUB |

| Campeón del Torneo Metropolitano 2006 |
| ------------------------------------- |
| Welcome Ascenso a LUB                 |